# Burgstall Offenhausen
Der Burgstall Offenhausen ist eine abgegangene mittelalterliche Wasserburg bei der Pfarrkirche in Offenhausen im Landkreis Nürnberger Land in Bayern.
In Heimatschriften des Offenhausener Pfarrers Karl Thiermann wird eine Burg der Grafen von Hirschberg erwähnt, die sich bei der Pfarrkirche an der Stelle der beiden im frühen 15. Jahrhundert bezeugten Tafernwirtshäuser gestanden haben soll, was auf eine Erbauung um das 12. Jahrhundert hinweisen könnte. Die Burg wurde vor dem 15. Jahrhundert zerstört. In einer Quelle des frühen 16. Jahrhunderts wird auch eine „Widenburg“ erwähnt, die nicht genau lokalisiert werden konnte.